# Толе (Севастополь)
Толе (укр. Толе, крымскотат. Töle, Тёле) — исчезнувшее село в Балаклавском районе Севастополя, находившееся на востоке района, в западной части Байдарской долины, на правом берегу реки Чёрной (у восточного конца Чернореченского каньона).

## История
Толе было древним селением, основанным, видимо, как и большинство в Байдарской долине, в начале нашей эры потомками готов и аланов, смешивавшихся с местным греческим населением. В средние века входило сначала в зону влияния, а затем и в состав христианского княжества Дори — Феодоро. Существует версия, что селение, в XIII—XV веках, входило в вотчину владетеля феодального замка, известного в литературе под именем Исарчик (Сарджик), находившегося на мысе Биюк-Кармызы на южной стороне Чернореченского каньона (по мнению других историков — могло входить в состав Чембальского консульства).
После захвата княжества в 1475 году Османами селение включили в Мангупского кадылыка Кефинского санджака (впоследствии эялета) империи. Самое раннее упоминание села встречается в документе из казны Османской империи от 3 июля 1488 года, согласно которому в нём насчитывалось 20 домохозяйств. В материалах переписей Кефинского санджака 1520 года в селении Тюли, относящемся к Инкирману, числилась 1 мусульманская семья и 31 немусульманская, из которых 4 потерявших мужчину-кормильца. По переписи 1542 года в Тюли, переподчинённом Балыклагу числилось 30 немусульманских семей, из них 29 полных, 1 потерявшая мужчину-кормильца и 16 взрослых холостых мужчин. С XVII века в этих краях начинает распространяться ислам. Документальное упоминание селения встречается в «Османском реестре земельных владений Южного Крыма 1680-х годов», согласно которому в 1686 году (1097 год хиджры) Толи входил в Мангупский кадылык эялета Кефе. Всего упомянуто 20 землевладельцев, все мусульмане, владевших 909,5 дёнюмами земли. После обретения ханством независимости по Кючук-Кайнарджийскому мирному договору 1774 года «повелительным актом» Шагин-Гирея 1775 года селение было включено в Крымское ханство в состав Бакчи-сарайского каймаканства Мангупскаго кадылыка. В Камеральном Описании Крыма… 1784 года, ни в Ведомости о всех селениях в Симферопольском уезде состоящих с показанием в которой волости сколько числом дворов и душ… от 9 октября 1805 года селение не значится, при этом упоминается, как Тейлю, в труде «Наблюдения, сделанные во время путешествия по южным наместничествам Русского государства в 1793—1794 годах» Петра Палласа.

Вновь деревня Тейлю встречается на военно-топографической карте генерал-майора Мухина 1817 года, где она обозначена с 14 дворами. Видимо, вскоре опустела вновь, поскольку в «Ведомости о казённых волостях Таврической губернии 1829 года» среди жилых не учтена, а на карте 1842 года обозначены уже развалины деревни Тюле, как и на трёхверстовой карте Шуберта 1865—1876 года. Согласно сборнику Энциклопедическій лексикон, 1853 г Том 4, стр. 103 
…Тюле (жители коей, однако же ныне поселены в других местах, а земли остались за адмиралом Графом Н.С. Мордвиновым).
 В дальнейшем в доступных источниках не встречается.